# Judith Young
Judith Rubin Young, née le 15 septembre 1952 à Washington D.C. et morte le 23 mai 2014 est une physicienne et astronome américaine, principalement connue pour ses recherches sur la formation des étoiles.

## Biographie
Fille de l'astronome Vera Rubin et du mathématicien et biophysicien Robert Rubin, Judith Young nait le 15 septembre 1952 à Washington D.C.. Elle étudie d'abord au Radcliffe College de l'Université Harvard où elle obtient un Bachelor of Arts en astronomie en 1974, puis poursuit à l'Université du Minnesota où elle obtient ses M. S. puis en 1979 Ph. D. en Physique avec une thèse sur la composition isotopique des rayons cosmiques (« The Isotopic Composition of Cosmic Rays ») dirigée par Phyllis Freier. Chercheuse postdoctorale pendant trois ans au Five College Radio Astronomy Observatory (en) avec l'Université du Massachusetts à Amherst avant d'intégrer l'équipe enseignante de l'université jusqu'à en devenir full professor en 1993,.
Malgré l'influence de sa mère, figure de l'astronomie mondiale depuis les années 70 grâce notamment à ses travaux sur la matière noire, enfant Judith Young ne s'imagine pas en astronome, mais est plutôt attirée par la chimie et la biochimie et ne se « convertit » finalement à l'astronomie qu'après un cours sur les trous noirs dispensé lors de sa dernière année de lycée, par sa mère,. Mais pour atténuer le poids de la renommée maternelle dans la discipline, en 1975 elle choisit au moment de se marier avec l'étudiant en géologie Michael Young de prendre son nom. Nom qu'elle gardera même après son divorce, en 1990,. Et comme sa mère, femme de science engagée pour la cause féministe, elle a aussi su persévérer dans un monde parfois machiste. Ainsi en 1974 alors qu'elle obtient avec les honneurs son B.A à Harvard un professeur lui conseille d'arrêter là ses études et de se marier, arguant qu'elle aurait du mal à décrocher un travail même dans un établissement mineur. Plus tard à l'université du Minnesota, il lui est a nouveau conseillé d'arrêter ses études après son M.S. puisqu'elle vient de se marier et qu'elle va devoir mettre un terme à sa carrière pour pouvoir suivre son mari. Malgré tout elle persévère, même quand elle n'est pas admise en second cycle à Harvard à cause d'un niveau en physique jugé insuffisant (d'où son départ pour l'université du Minnesota) et poursuit avec un cursus en physique. Elle réalise une thèse sous l'égide de Phyllis Freier, seule femme du département physique de l'université à l'époque et surtout seule enseignante à travailler à la fois sur les domaines de l'astronomie et de la physique, thèmes que réunit sa thèse (sur les isotopes dans le rayonnement cosmique).
Après l'obtention de sa thèse en 1979, elle entame un parcours post-doctoral à l'observatoire de radioastronomie FRACRO (pour « Five College Radio Astronomy Observatory »). Elle y reste trois ans et en collaboration avec Nick Z. Scoville (en) sous la responsabilité elle étudie et mesure les densités de monoxyde de carbone et de gaz froids au sein des galaxies, et découvre qu'il y a un lien de corrélation entre ces densités et la lumière émise par des galaxies. Grâce à ses recherches elle obtient en 1982 le prix d'astronomie Annie J. Cannon,.
En 1982 elle devient professeur à l'Université du Massachusetts à Amherst où elle franchit tous les grades jusqu'à devenir en professeur titulaire en 1993, poste qu'elle occupe jusqu'en 2001. Durant ces années de recherches et d'enseignement elle se montre prolifique en signant plus de 130 publications et de nombreuses conférences, ainsi qu'en supervisant des thèses et divers projets de recherche menés par ses étudiants,.
Ses principales recherches et projets scientifiques ont trait à la formation des étoiles par l'observation et l'analyse des galaxies. Notamment via des campagnes d'observations menées sur des galaxies spirales tardives et naines (avec Linda Tacconi, 1986), les régions HI et HII dans l'Amas de la Vierge (avec Jeff Kenney en 1989) ou les galaxies lumineuses en infrarouge (avec Dave Sanders et Nick Scoville).
À la fin des années 1990 elle dirige le FCRAO Extragalactic CO Survey, une étude sur la répartition du monoxyde de carbone au sein de 300 galaxies faiblement décalées vers le rouge,
Ses travaux sont récompensés par l'Union américaine d'astronomie qui lui décerne en 1986 le premier « Maria Goeppert-Mayer Award » ainsi que par l'obtention la même année d'une Bourse Sloan,.
En 1993 elle obtient le titre de professeur titulaire et avec lui une grande liberté sur le choix de ses recherches. Elle choisit, en plus de ses cours et recherches sur l'astronomie, de lancer des programmes concernant la biochimie et notamment les traitements du cancer. Elle promeut également une approche manuelle de l'astronomie auprès des jeunes et consacre beaucoup de temps à un projet d'observation des levers et couchers du soleil : Sunwheel.
Elle initie ce projet dès 1992 : construire un cercle de pierres à la façon de Stonehenge qui matérialiserait les solstices et les équinoxes, et en faire un vecteur d'apprentissage des mouvements célestes, des cycles solaires et lunaires. Il lui faut cinq ans, le temps d'obtenir les autorisations et un emplacement sur le campus de l'UMASS et de préparer minutieusement le terrain, avant de créer un premier cercle de 50 pouces (127 cm) de rayon avec une douzaine de pierres d'environ 80 cm matérialisant les points cardinaux et les points de passages du soleil à l'horizon lors des équinoxes et solstices,,. Avec lui, elle peut commencer ces premières démonstrations en 1997, et en trois ans se sont 800 élèves et professeurs et 2 500 personnes du grand public qui assistent à une de ses 73 représentations,. Elle obtient ensuite le support de la National Science Foundation pour créer un second cercle (autour du premier) de 20 m de rayon avec des pierres de granit d'environ 3 m (pour un poids unitaire de trois tonnes),. En 2000 le site a accueilli plus de 8 000 visiteurs et Judith Young est récompensée pour ce projet par un Distinguished Academic Outreach Award de son université de Amherst.
En 2006 un myélome multiple est diagnostiqué à Judith Young, comme son père quelques années auparavant. Malgré la maladie et les traitements, elle continue à enseigner pendant plusieurs années ainsi qu'à effectuer ses présentations au Sunwheel,. Elle meurt des suites de son cancer le 23 mai 2014.